# Brembio
Brembio is een gemeente in de Italiaanse provincie Lodi (regio Lombardije) en telt 2433 inwoners (31-12-2004). De oppervlakte bedraagt 16,9 km², de bevolkingsdichtheid is 148 inwoners per km².
De volgende frazioni maken deel uit van de gemeente: Ca' de Folli, Ca' del Parto.

## Demografie
Brembio telt ongeveer 767 huishoudens. Het aantal inwoners steeg in de periode 1991-2001 met 2,9% volgens cijfers uit de tienjaarlijkse volkstellingen van ISTAT.
| Jaar | Inwoneraantal |
| ---- | ------------- |
| 1991 | 2298          |
| 2001 | 2364          |

## Geografie
De gemeente ligt op ongeveer 67 m boven zeeniveau.
Brembio grenst aan de volgende gemeenten: Mairago, Ossago Lodigiano, Secugnago, Borghetto Lodigiano, Casalpusterlengo, Livraga, Ospedaletto Lodigiano.

## Externe link

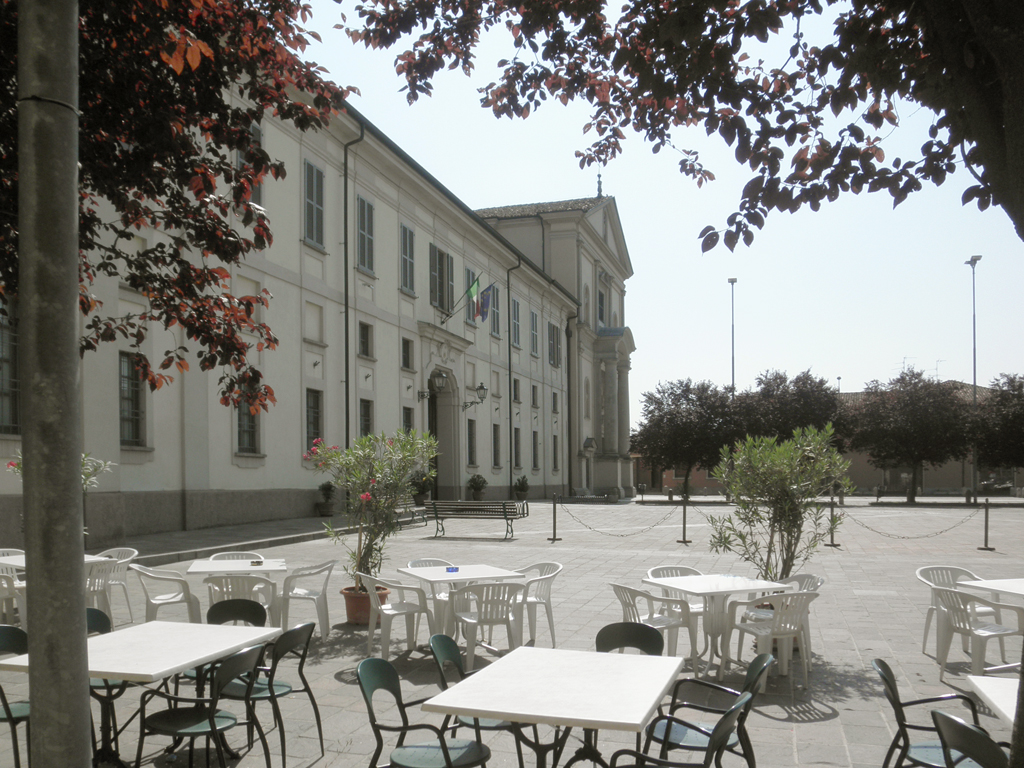
Panorama